# Baleine sous gravillon
Baleine sous gravillon (BSG)  est le nom générique d'un média dédié au Vivant et à la biodiversité créé et dirigé par le journaliste et auteur Marc Mortelmans en mai 2020,,,,,. Cette appellation regroupe non seulement une famille de 4 podcasts surnommés les "4 MousqueTerres", dont le podcast Baleine sous Gravillon (premier du nom et première entité créée), mais aussi le site web et les réseaux sociaux associés,. L'ensemble est géré et financé par une association loi de 1901 également éponyme,,, créée le 9 mars 2021.
Les podcasts, les articles du site et des contenus diffusés sur les réseaux sociaux racontent en détail les espèces, leur évolution, les grandes familles du Vivant, les comportements, les interactions, leurs rôles dans les milieux, les grands processus de la biodiversité, les menaces et les espoirs liés à leur conservation,,.
L'objectif du média et de l'association est de "mieux connaître pour mieux protéger", de sensibiliser le grand public au Vivant et aux menaces pesant sur lui ,,,. Mise en exergue dans les notices de beaucoup d'épisodes des podcasts, la méthode et son objectif sont inspirés d'une citation apocryphe souvent attribuée à Jacques-Yves Cousteau : "On aime ce qui nous a émerveillé, on protège ce qu'on aime.",,,,,

## Histoire
Les premiers podcasts sont produits lors du premier confinement, au printemps 2020 par Marc Mortelmans,,,,.
Baleine sous gravillon devient une association loi de 1901 le 9 mars 2021. L'objet de l'association, inscrit dans ses statuts, est de faire mieux connaître la nature, les animaux et tous les êtres vivants, afin d'encourager la prise en compte de leur existence,,,,,,,. Concrètement, elle encadre et accompagne le travail de Marc Mortelmans et des bénévoles.
Chaque série expose et démontre les rôles du vivant non-humain dans les milieux. Chacun des contenus s'efforce selon l'auteur de démontrer la nécessité pour l'humain de renouer un lien effrité ou perdu avec le vivant pour la bonne santé des milieux, mais aussi pour les intérêts humains basiques (pollinisation des cultures, santé, cycle de l'eau, du carbone…),,,.
À la suite de Baleine sous Gravillon, l'association crée trois nouveaux podcasts complémentaires en septembre 2021 : Combats, Nomen et Petit poisson deviendra podcast. L'une des raisons est de mieux structurer et catégoriser les thématiques,,,,.
La même année, la naturaliste professionnelle Ludivine Delamare fonde l'association Baleine sous Gravillon. Ludivine Delamare en a assuré la première présidence jusqu'en 2022, avant de céder sa place à Guillaume Lassalle, un professeur de SVT,.
Un jeu de société Terranimalia est également créé par Guillaume Lassalle et Elouan Plessix. Ce jeu éducatif est inspiré du contenu des podcasts,.

## Signification du titre
« Baleine sous gravillon » est une hyperbole, une exagération à vocation amusante, une variante de l’expression « anguille sous roche ». D'après le créateur du podcast, cette exagération suggère d’une part la beauté et la fragilité du vivant, et de l’autre, le fait qu’il soit partout, pour peu que l’on se donne la peine de regarder, de comprendre, et de partager,,,,,.

## Podcasts

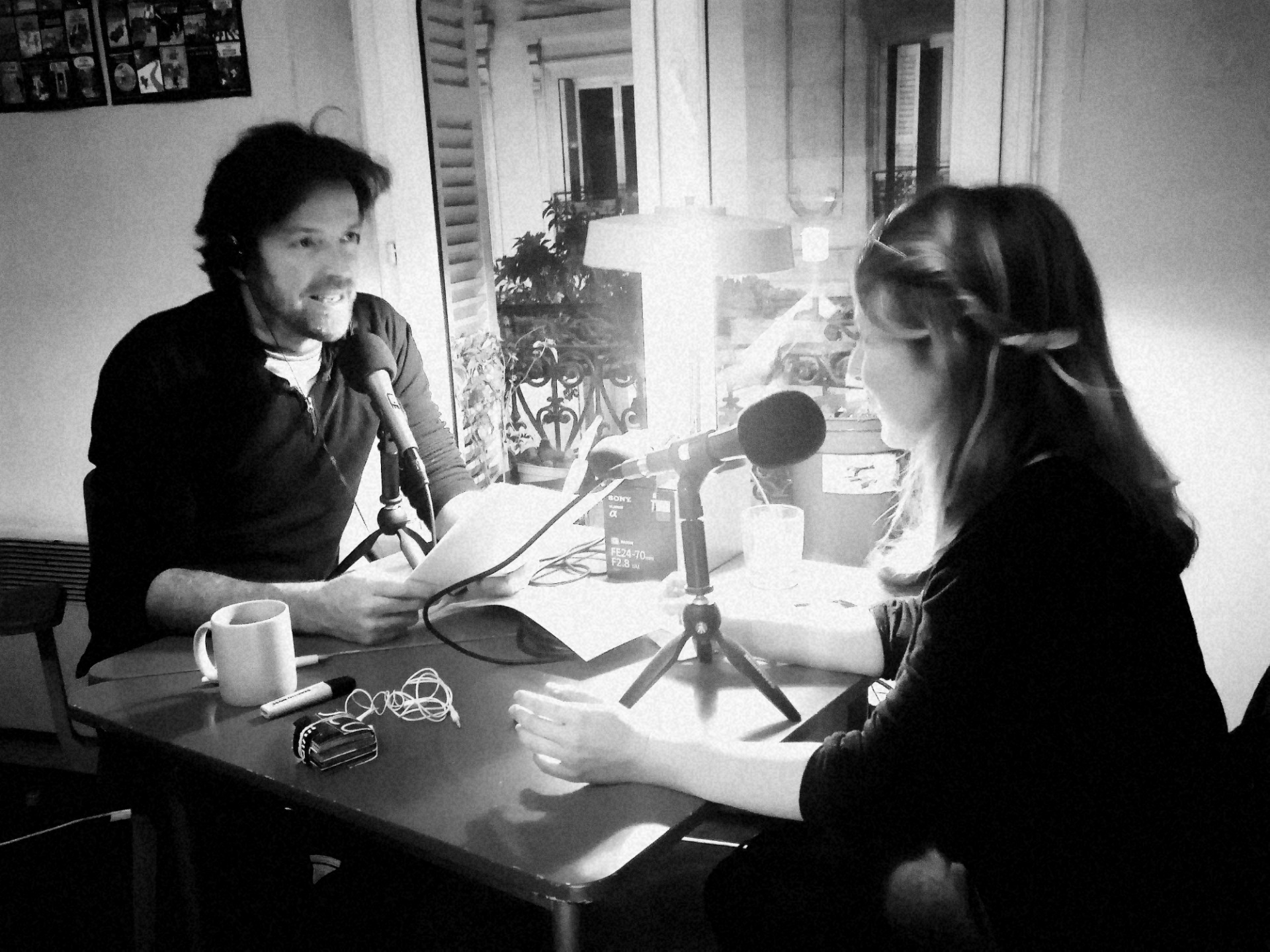
Marc Mortelmans, créateur de Baleine sous Gravillon, interviewant Manon Tissidre en 2021

### Baleine sous gravillon
Le podcast Baleine sous gravillon (BSG) produit des épisodes avec une approche qui se veut factuelle et scientifique. L’émission a pour objectif principal d’attiser la curiosité, l’envie de mieux connaître, afin d'accélérer la prise de conscience et la prise de responsabilité et le passage à l’action,,,,,,.

La saison 1 (18 épisodes), qui commence en mai et s'achève en août 2020, se concentre sur le biomimétisme,,. La plupart des premières émissions sont faite sans invités, les premières interview arrivant sur la fin de saison,.

Les saisons suivantes durent de septembre à juin de l'année suivante. Enregistrées autour d'invité.e.s plus ou moins célèbres dans leurs domaines, elles comptent entre 100 et 150 épisodes chacune, répartis en série de 4 épisodes.

La saison 2 débute en septembre 2020, tous les épisodes sont désormais des entretiens avec des invités. Les premiers épisodes recevant des activistes et des responsables ou fondateurs d'ONG sont réalisés (Brigitte Gothière de L214, Ananda Guillet de Kokopelli, Lamya Essemlali de Sea Shepherd, etc.. Paul Watson livre, à cette occasion, son interprétation du titre Baleine sous Gravillon,. L'année suivante, Cyril Dion le fera aussi, ainsi que la plupart des invité.e.s interviewées dans l'une ou l'autre émissions des podcasts .

Les saisons 3, 4, 5, 6, reconduisent la même forme basée sur des entretiens. Certaines séries (rapaces, insectes, Darwin, cétacés, requins, arbres, migrations des oiseaux) dépassent le cadre de l'habituel chapitrage en 4 (5, 6, 8, 12 ou 16 épisodes selon les séries). En 2024, la saison 6 de BSG débute par une série sur la peur, et se poursuit par une autre sur le castor (l'année 2024 célèbre la réintroduction du rongeur dans la Loire), les cervidés…

À partir de septembre 2021, la saison 3 débute, BSG est complémenté par trois autres podcasts : Combats, Nomen et Petit poisson deviendra podcast,.

#### Vignette et habillage sonore
- La photo de vignette a été offerte par Fabrice Guérin[7],[27]. Elle représente un apnéiste allant à la rencontre d'un groupe de cachalots (Physeter macrocephalus).
- Le jingle du début mêle un cri de baleine à bosse (Megaptera novaengliae) avec un tintement de bol tibétain.
- Le générique final contient un sample tiré d'une interview de Jacques-Yves Cousteau, monté sur une musique originale composée et interprétée par Frédéric Colazzina et Gabriel Dallen.

### Combats
En septembre 2021, la création de Combats, surnommé par l'auteur "le jumeau sur le front" de BSG, permet désormais de dissocier et de canaliser tous les sujets polémiques, clivants, débattus en dehors de BSG, qui peut dès lors se dédier surtout à la connaissance pure, à la pédagogie et à la vulgarisation, tout en continuant à aborder les aspects culturels et sociétaux ,,,.

Combats s'empare des grands sujets de société (chasse, consommation de viande, captivité, animaux mal aimés, pollution plastique, impact de l'hypertourisme sur le vivant…). La nouvelle émission est formatée sur le même modèle en 4 épisodes de 20 minutes de BSG. Les invité.e.s sont des experts de différentes associations, collectifs et ONG (Sea Shepherd, Réseau centres de soin faune sauvage, LPO, deep sea mining, Ailerons, C'est vrai ça, Malheurs actuels…), des militants ou personnalités politiques (Pierre Rigaux, Marine Calmet, Victor Noël, Pierre Gleizes, Benoît Biteau…), ou des journalistes (François Saltiel, Maxime Thuillez, Marie-Monique Robin, Yolaine de la Bigne…),.

La saison 4 de Combats est entièrement consacrée aux idées fausses tirées du livre de Marc Mortelmans, En finir avec les idées fausses sur le monde vivant (Éditions de l'atelier), publié en avril 2024 ,,,,,,. Dans ce podcast hebdo de 20 à 30 minutes, Marc Mortelmans y est interviewé chaque semaine par l'étudiante en journalisme Éléonore Claude, afin de démystifier chacune des principales idées fausses et d'en donner le contexte et les clés de compréhension.

#### Vignette et habillage sonore
- La photo de vignette a été offerte par Houria Rahmani. Elle représente un tigre (Panthera tigris).
- Le jingle du début mêle un rugissement de tigre avec un tintement de bol tibétain.
- Le générique des saisons 1 à 3 contient un sample tiré du film Rocky 3, monté sur Minka, une musique de Felix Laband.
- Le sample de la saison 4 est tiré du film Le bon la brute et le truand avec Clint Eastwood.

### Nomen
Nomen est un podcast hebdomadaire de 10-15 minutes, qui raconte l'origine des noms des êtres vivants,,.
L’émission est co-animée par l’auteur et étymologiste Pierre Avenas. Nomen ("nom" en latin,) raconte les origines des noms des espèces de mammifères, d'oiseaux, de poissons et d'arbres, à tour de rôle,,.

#### Vignette et habillage sonore
- La photo de vignette a été offerte par Alexandre Crouzet. Elle représente une chevêchette des Rocheuses (Glaucidium californicum).
- Le jingle du début mêle un cri de Piauhau hurleur (Lipaugus vociferans), le son le plus emblématique de la forêt amazonienne, avec un tintement de bol tibétain.
- Le générique final contient un sample tiré du film Blade runner, monté sur une musique Miss Teardrop de Felix Laband.

### Petit Poisson deviendra podcast
Petit Poisson deviendra podcast (PPDP) est un autre hebdomadaire de 10-15 minutes, diffusé chaque jeudi depuis septembre 2021. Il est consacré aux animaux aquatiques,. Il est co-animé par des experts du monde marin et aquatique (Bill François, Michel Hignette, Jérôme Mourin, Jeanne Benichou, Jean-Baptiste Ducournau, Corentin Garde…),.

#### Vignette et habillage sonore
- La photo de vignette a été offerte par Sylvain Corbel. Elle représente un juvénile de poisson-ange empereur (Pomacanthus imperator).
- Le jingle du début mêle un bruit de plongeur qui s'immerge avec un tintement de bol tibétain.
- Le générique contient un sample tiré d’une interview de Jacques Cousteau, monté sur Last sigh, une musique de Felix Laband.

## Productions s'appuyant sur Baleine sous Gravillon

### Podcast
En octobre 2022, France Culture propose à Marc Mortelmans, le créateur de BSG, de créer et d'animer la série de podcasts Mécaniques du Vivant (MDV),,,,, une collection qui réunit 8 séries de 4 épisodes de 15 minutes, le même format que BSG et Combats. Certaines séries de BSG sont parfois mentionnées dans Mécaniques du Vivant et vice-versa.

### Livres
En avril 2024, le livre En finir avec les idées fausses sur le monde vivant aux Éditions de l’atelier, compile et démystifie une centaine d'idées fausses, préconçues ou fakes ,,,,,,,,. La plupart des entrées du livre sont inspirées ou complétées par des éléments relatifs aux émissions de BSG et de MDV. Selon son auteur, le créateur des podcasts Marc Mortelmans, ces erreurs et ces fakes sont très largement répandus et relayés y compris par les journalistes, les politiques et certains scientifiques. Le contenu est en grande partie tiré des différentes émissions de BSG, de MDV, des articles et des publications sur les réseaux réalisés par l'auteur, Marc Mortelmans,,,,,,.
Nomen, l'origine des noms des espèces paraît en octobre 2024 aux éditions Ulmer,,,. Le titre est un clin d'œil à l'Origine des espèces de Darwin. Le contenu du livre synthétise également une partie des contenus réalisés par Marc Mortelmans pour les différents supports de BSG et de Mécaniques du vivant. L'auteur partage dans ce livre le constat que chaque nom d'espèce recèle souvent de nombreuses informations de nature à renforcer le lien et l'émerveillement perdus,. L'auteur rend souvent hommage à l'émission de Jean-Claude Ameisen, Sur les épaules de Darwin, qui est son modèle et une grande source d'inspiration, y compris en jouant sur le mélange de culture, d'arts et de vulgarisation scientifique.

### Jeu de société
Fin 2024, BSG est associé au lancement du jeu de société Terranimalia, inspiré du contenu des podcasts, et créé par deux membres de l'association Baleine sous Gravillon, Guillaume Lassalle, un professeur de SVT et président de l'association BSG et Elouan Plessix, graphiste et vidéaste, ancien stagiaire et équipier de BSG. Des QR codes sur les cartes renvoient à certains épisodes du podcast et à certains articles du site, complémentaires des émissions,.

## Gimmicks et fun facts
En fin d'émission, Marc Mortelmans a pour habitude de demander à l'invité.e son interprétation de titre du l'émission "baleine sous gravillon". Il finit souvent ses émissions par "Prends soin de toi et de ce qu'il y a autour de nous",,,.

## Équipe
En 2023, l'association regroupait une soixantaine d'adhérents et une vingtaine de bénévoles.

## Financement
Les podcasts de l’association sont sans publicité. La source de financement de l'association est constituée par le financement participatif, des partenariats ponctuels, les adhésions à l'association et des dons sur Helloasso et Tipeee,. L'association bénéficie depuis fin 2024 de financement des fondations Iris,, et Yggdrasil.